# Fröhlicher Kreis
Der fröhliche Kreis ist ein traditioneller Volkstanz mit Partnerwechsel (sogenannter Mixer), der zum Standardrepertoire im Bal Folk gehört. Im Französischen wird der Tanz Circle Circassien genannt und auch in Deutschland oft so angesagt; teils auch nur kurz als Circle.

## Ausgangshaltung
Die Tänzer stehen paarweise, wobei die führende Person links steht. Die Paare bilden ein Frontkreis und schauen in die Mitte. Es wird an den Händen durchgefasst.
Aus Sicht der führenden Person steht rechts der eigene Partner und links der Kontrapartner.

## Tanzbeschreibung

Fröhlicher Kreis

Der Tanz besteht aus drei Teile mit in Summe 64 Schritten:

### Kreistanz
- Alle Tänzer gehen 4 Schritte in die Kreismitte
- Die Tänzer gehen 4 Schritte zurück zur ursprünglichen Position
- Alle Tänzer gehen 4 Schritte in die Kreismitte
- Die Tänzer gehen 4 Schritte zurück zur ursprünglichen Position
- Die folgenden Personen gehen 4 Schritte in die Mitte; die führenden Personen klatschen im Takt
- Die folgenden Personen gehen 4 Schritte zurück zur ursprünglichen Position; die führenden Personen klatschen im Takt
- Die führenden Personen gehen 4 Schritte in die Mitte
- Die führenden Personen drehen um die linke Schulter (Drehung gegen Uhrzeigersinn) und gehen mit 4 Schritten auf den Kontrapartner zu

### Swing
Es wird ein Swing auf 16 Schlägen mit dem Kontrapartner in einer Rundfassung durchgeführt. Spezifisch für den fröhlichen Kreis sind folgende Rundfassungen:
Schulterfassung
Die rechte Hand wird auf die rechte Schulter des Partners gelegt.
Die linke Hand fasst die linke Hand des Partners.
Hüftfassung
Die rechte Hand wird auf die linke Hüfte des Partners gelegt.
Die linke Hand fasst die linke Hand des Partners.
Am Ende des Swing dreht die führende Person die folgende Person auf seine rechte Seite und stellt sich nebeneinander auf mit Blickrichtung gegen den Uhrzeigersinn.

### Promenade
Das Paar läuft 16 Schritte im großen Kreis entgegen dem Uhrzeigersinn. Am Ende der Promenade dreht die führende Person die folgende Person über die rechte Schulter (im Uhrzeigersinn) und dreht sich so, dass beide wieder in die Kreismitte blicken. Die folgende Person steht jetzt rechts von der führenden Person, und alle Tänzer fassen sich an den Händen durch. Zur linken Seite der führenden Person steht ein neuer Kontrapartner, mit dem der nächste Swing und Promenade durchgeführt wird.

## Variationen
Im aktuellen Bal Folk haben sich etliche Variationen bzw. Figuren entwickelt, so dass das Paar von obigen Schritten teils abweichen kann. Zentral bleibt die Dreiteilung.
Je nach Anzahl der Tänzer können sich mehrere konzentrische Kreise bilden. Der innerste Kreis kann dann so gestaltet werden, dass die Tänzer nach außen schauen. Die Schritte werden entsprechend angepasst. Hierdurch ist eine einfachere Interaktion zwischen dem innersten und dem zweiten Kreis möglich.